# Ulota fernandeziana
Ulota fernandeziana är en bladmossart som beskrevs av Nicolajs Malta 1927. Ulota fernandeziana ingår i släktet ulotor, och familjen Orthotrichaceae. Inga underarter finns listade i Catalogue of Life.